# Temple de Lakshmana
Le temple de Lakshmana (Devanagari : लक्ष्मण मंदिर) est un temple hindou situé à Khajurâho dans l'état du Madhya Pradesh, en Inde, dédié à Vaikuntha-Vishnou.  Vaikuntha est la demeure de Vishnu, gardés par les Jaya-Vijaya. Il a été construit par un roi Chandela vers 930-950.
L'édifice fait partie du groupe situé à l'Ouest du site du patrimoine mondial de l'UNESCO au titre de l'Ensemble monumental de Khajuraho.

## Description

### Histoire
Vaikuntha (qui signifie lieu de l'éternel bénédiction) est la demeure de Vishnu, gardée par les Jaya-Vijaya. 
Daté de 939, c'est sous le règne de Yashovarman (vers 925-950) que le temple a été construit. 
A cette époque les Chandelas du petit royaume autour de Khajurâho commençait à devenir indépendants de leurs suzerains Pratihâra et commençaient à signifier cette prise d'autonomie par la construction de somptueux édifices, tout en  continuant pour un temps à reconnaître la suzeraineté des Pratiharas. Le temple de Lakshmana érigé presque un siècle avant les autres, est donc l'un des plus anciens du site.
Le temple a été classé « Monument d'Importance nationale » par l'ASI.

### Architecture
Le temple Lakshmana est l'un des temples les plus célèbres de Khajuraho. Il est placé le long du Kandariya Mahadeva et à côté du temple de Matangeshvara, le seul temple dans lequel le culte quotidien a toujours lieu. Face au Lakshmana se trouve le petit temple de Varaha.
Le Lakshmana est un temple sandhara de type panchayatana. Le complexe est situé sur une plateforme surélevée (jagati). La structure reprend la totalité des éléments de l'architecture des temples hindouistes. Le porche d'entrée (ardh-mandapa), un mandapa, un maha-mandapa, un antarala et un garbha-griha.
Contrairement aux autres temples de Khajurâho son sanctuaire est pancharatha. Son shikhara est constitué de groupes de petits urushringas. Il diffère des autres par sa plate-forme de base qui comporte de petits temples à chaque coin et moins de tours secondaires.
La porte du sanctuaire est constituée de sept panneaux verticaux. Le panneau central est décoré de plusieurs incarnations de Vishnou. Le linteau représente la déesse Lakshmi au centre flanquée de Brahmā et Vishnou. Le sanctuaire contient une sculpture à quatre bras de Vishnou.

### Sculpture

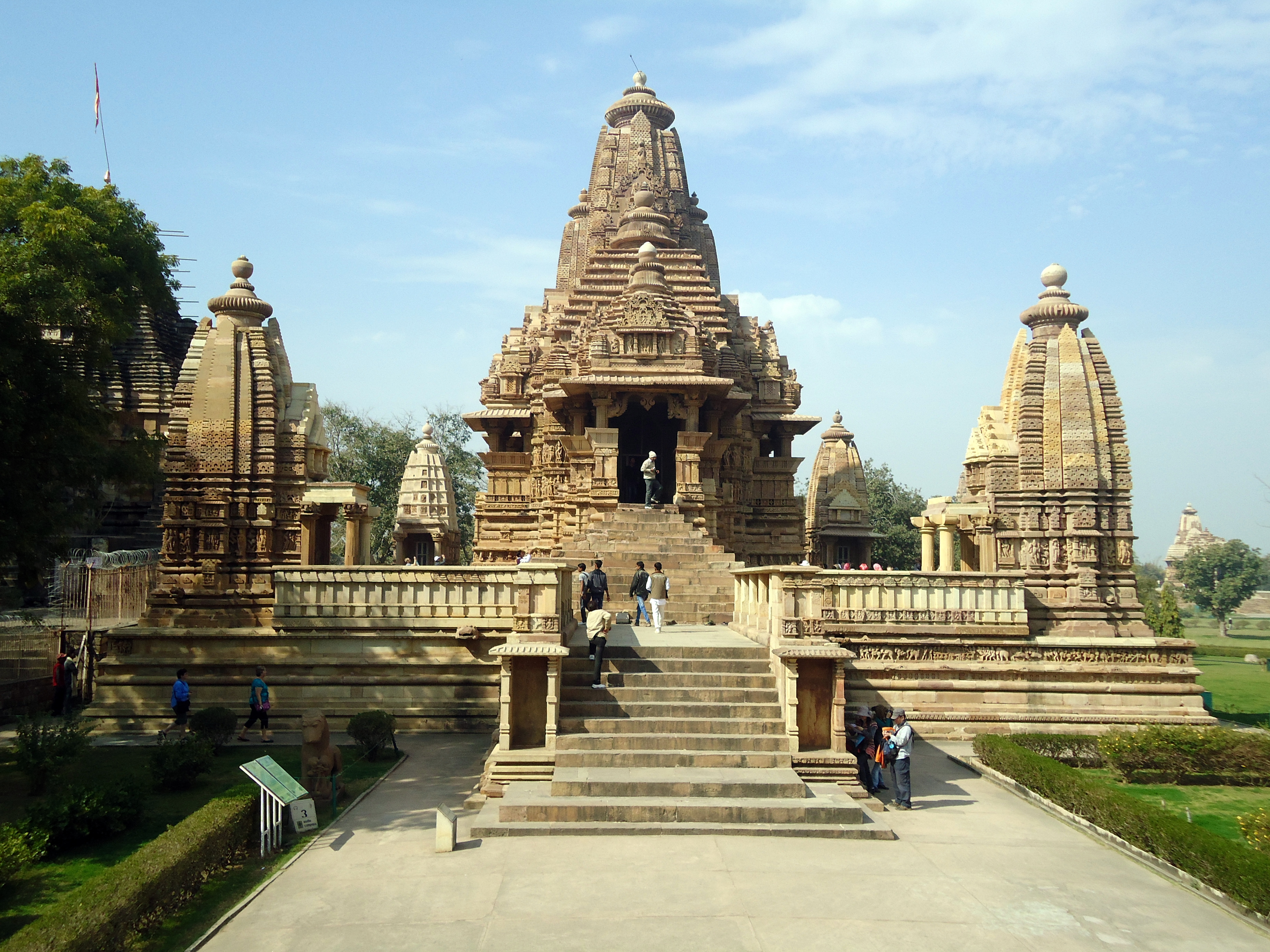

La paroi est parsemée de fenêtres à balcon aux balustrades ornées et deux rangées de sculptures représentant des divinités, des couples et des scènes érotiques.
La sculpture principale, à l'abri du garbha-griha, est celle d'un Vaikuntha Vishnu à trois têtes et quatre bras. La tête centrale est humaine et les deux autres sont celles d'un sanglier(représentant Varâha) et d'un lion (représentant Narasimha). En tant que Vishnou Vaikhuntha, une figure démoniaque « devrait » se trouver, de manière discrète, au dos de la face humaine.
Deux belles images de divinités sont placées dans des niches dans les murs extérieurs - Ganesh l'éléphant et Varâha le sanglier. Varâha porte la Terre sur son bras gauche, après l'avoir sauvée des profondeurs de l'océan et trois de ses emblèmes.
L'image de Ganesh dansant à huit bras tient également plusieurs de ses emblèmes; la coquille, le chapelet, le lotus, la défense d'éléphant et le serpent.

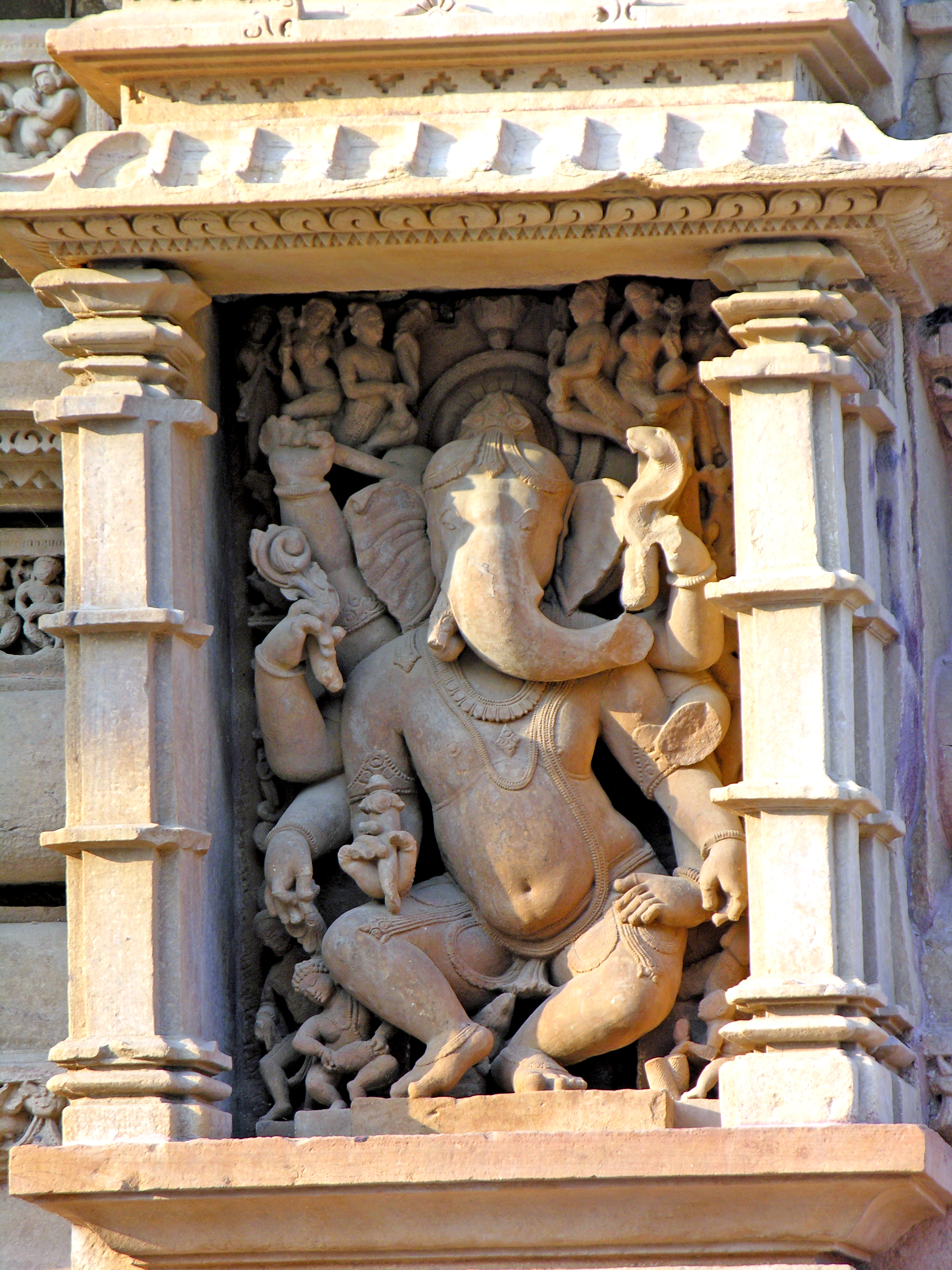
Ganesh dansant
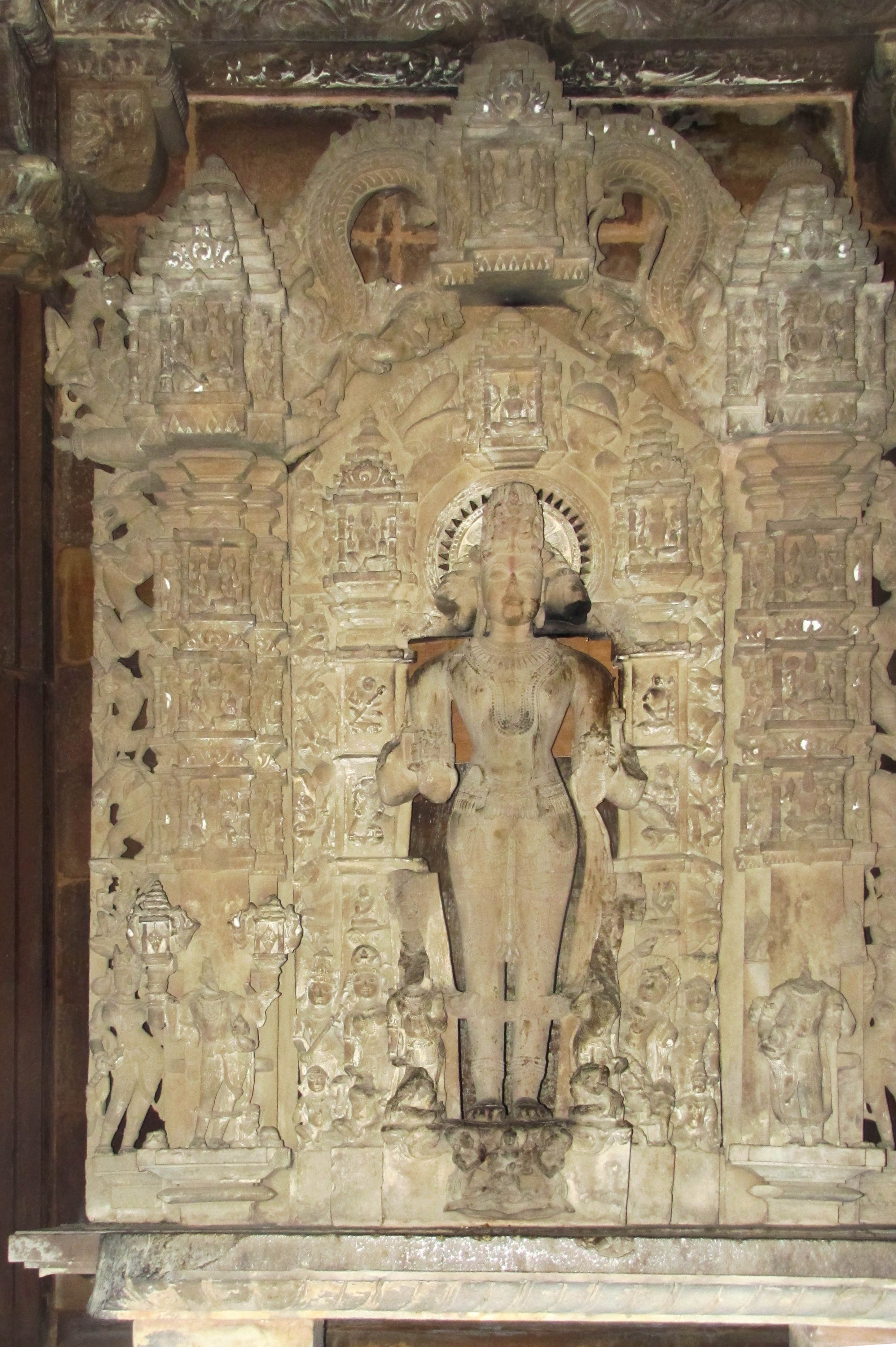
Vishnou Vaikhuntha, grand haut-relief.
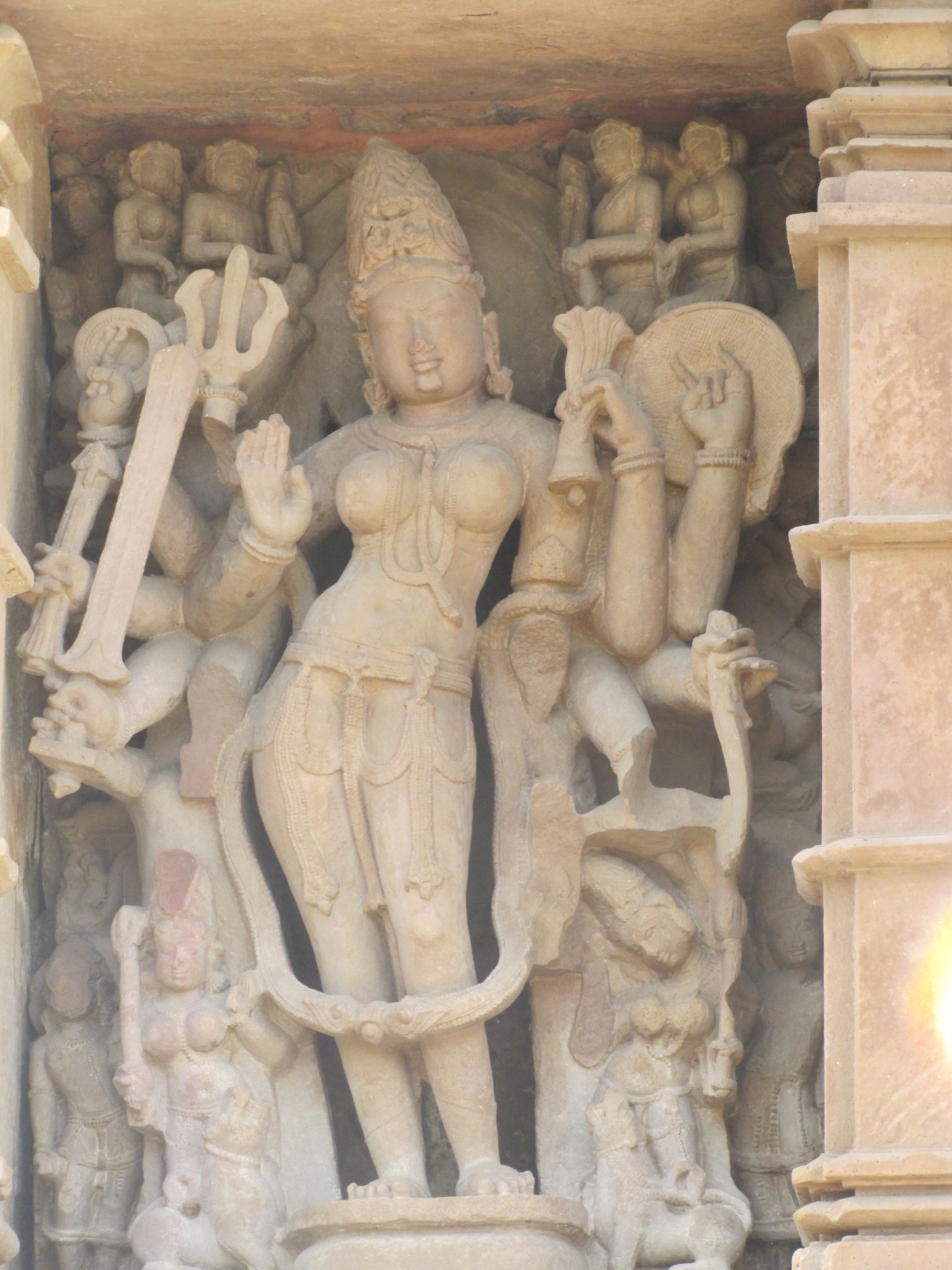
Dourga

Une frise orne le tour du temple à hauteur d'homme et représente des scènes de la vie quotidienne, des musiciens jouant d'instruments (encore usité dans l'Inde moderne), des troupes de soldats avec des chevaux et des éléphants.
Certaines scènes représentent aussi le genre d'art érotique pour lequel Khajurâho est célèbre.

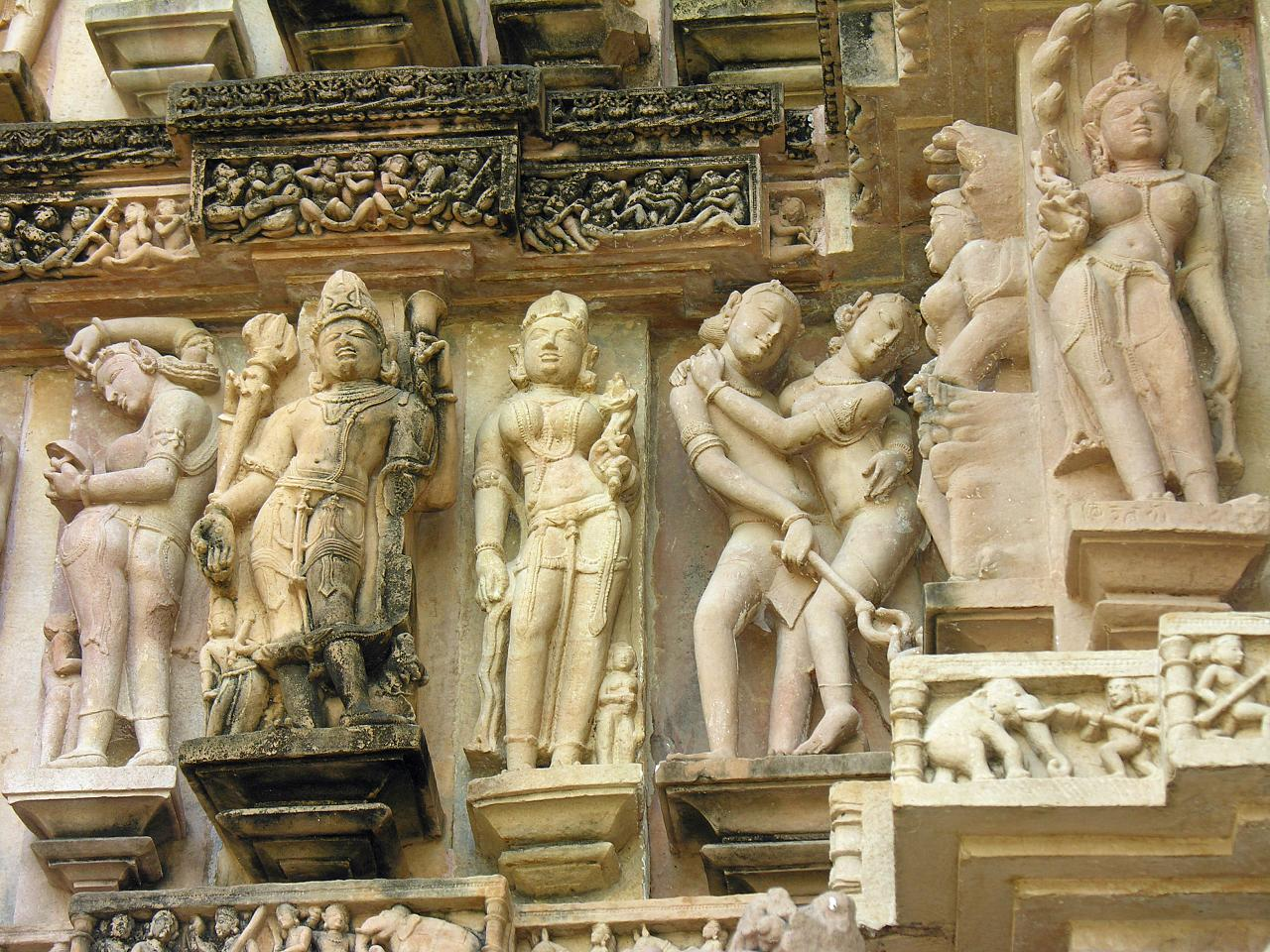
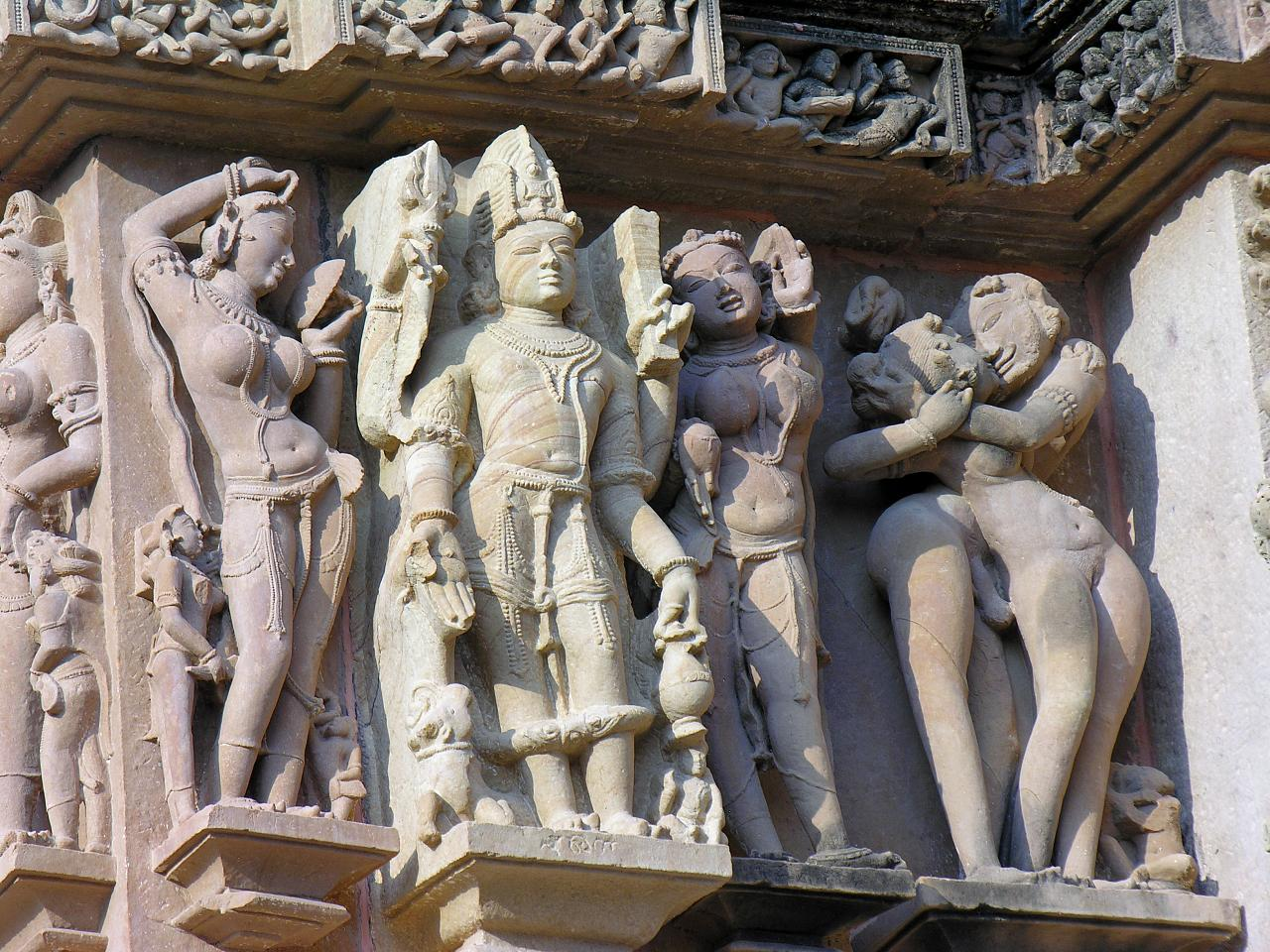
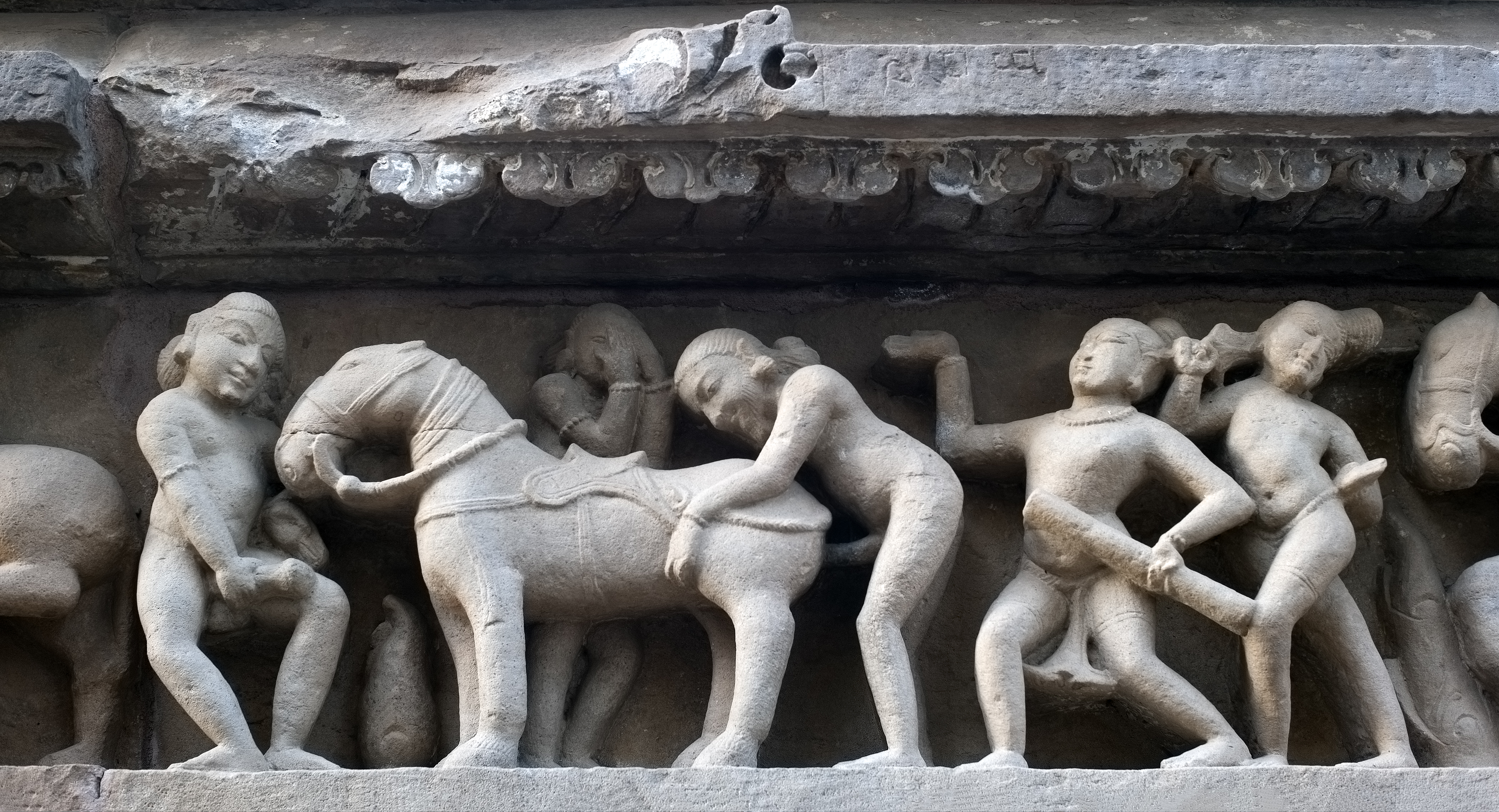
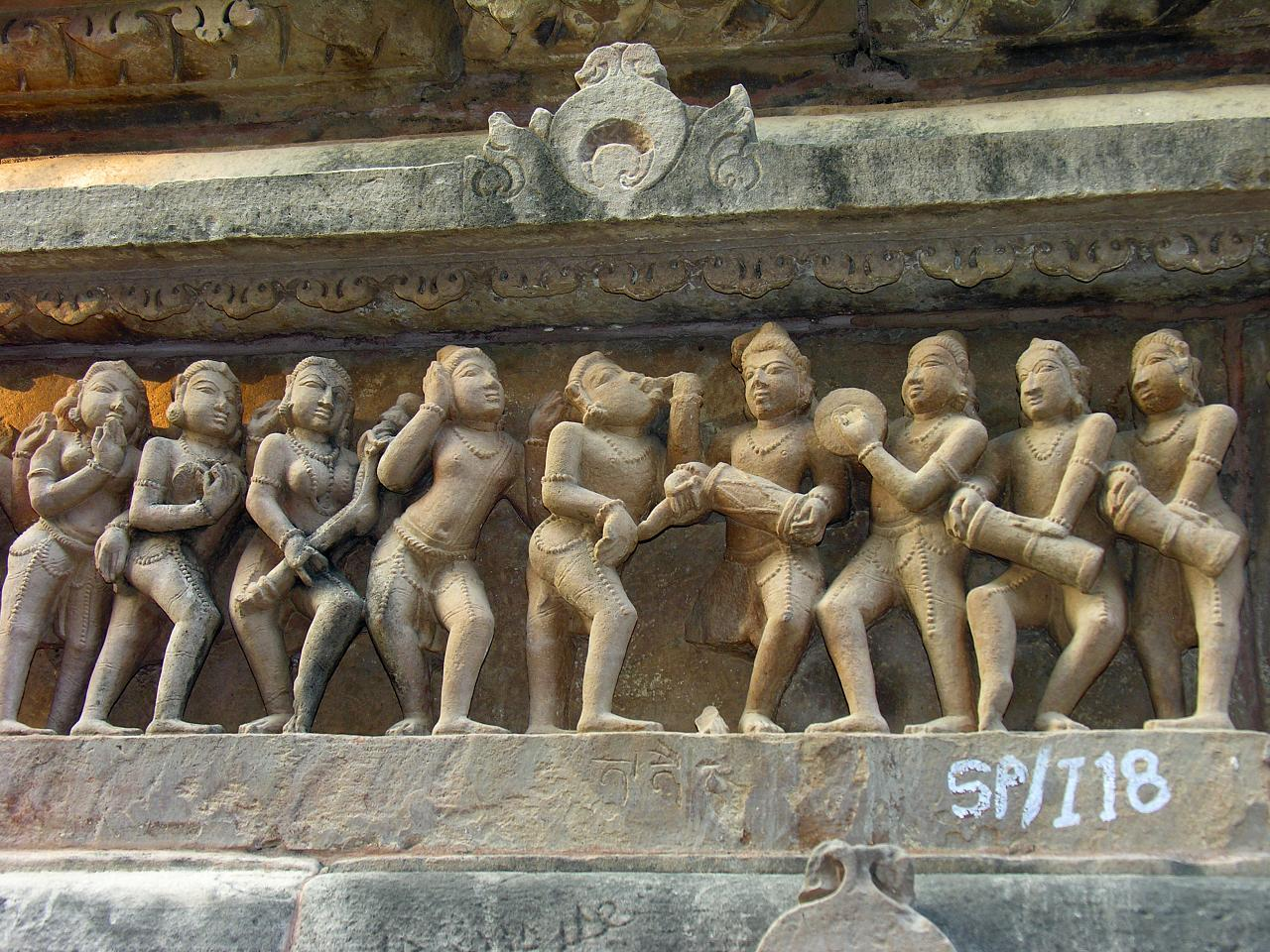
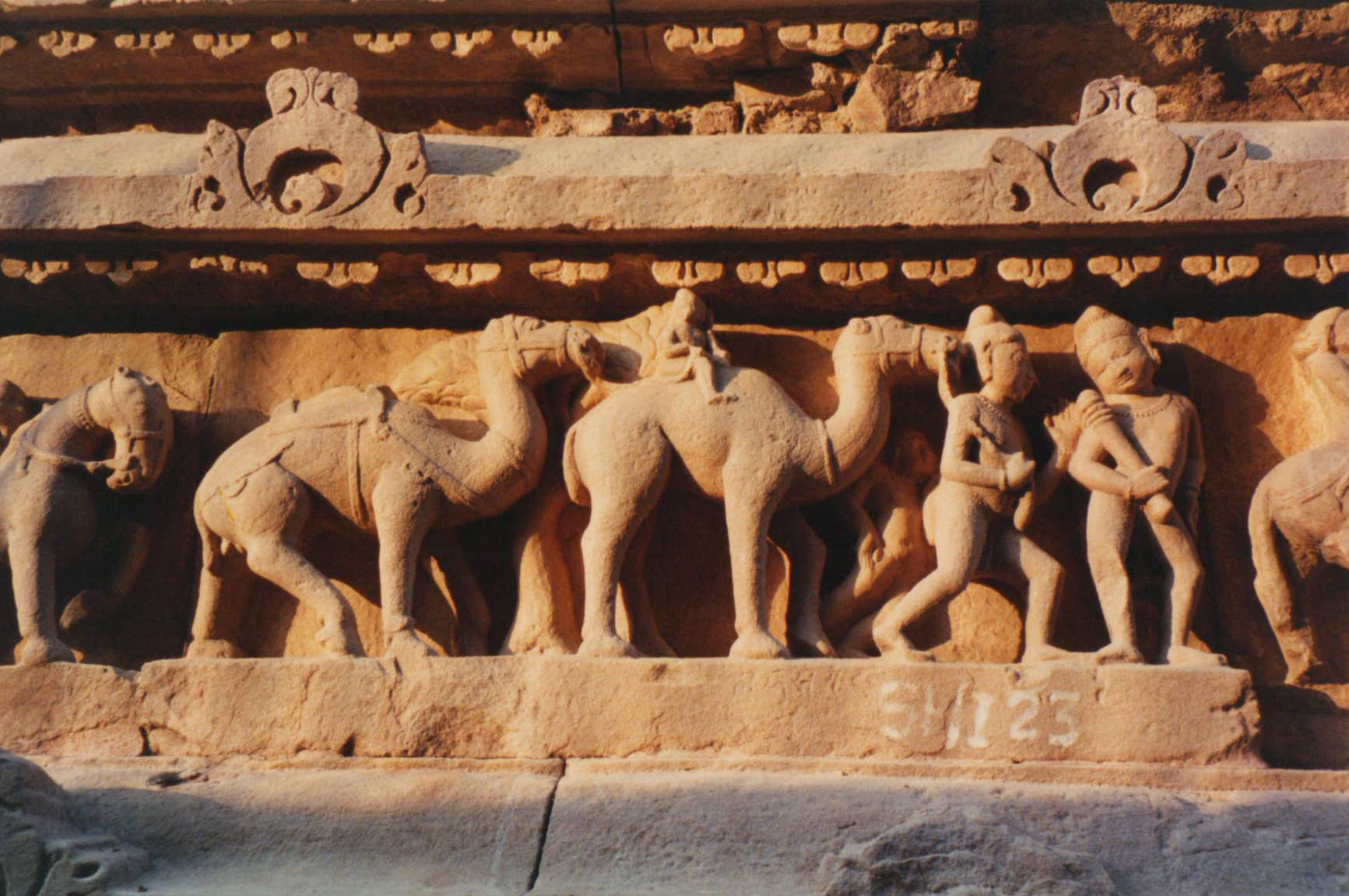
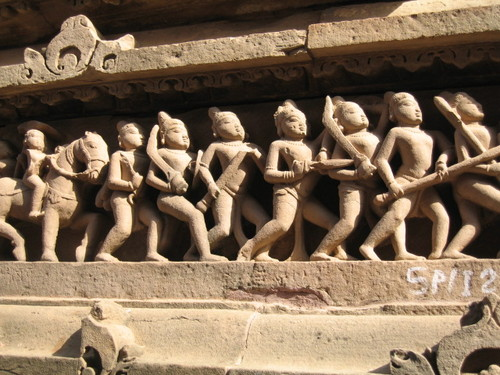
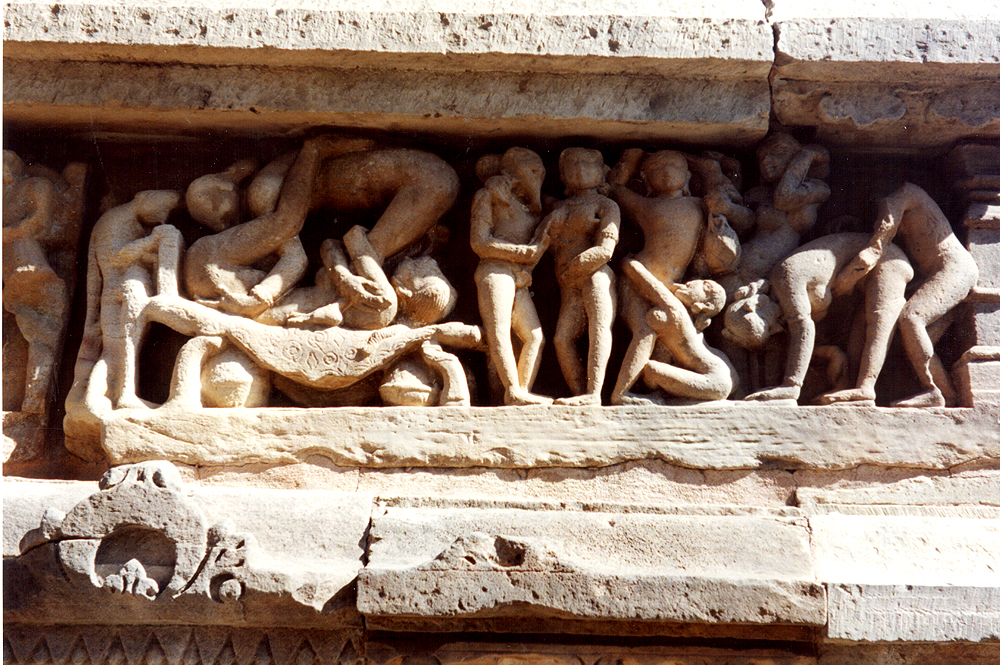
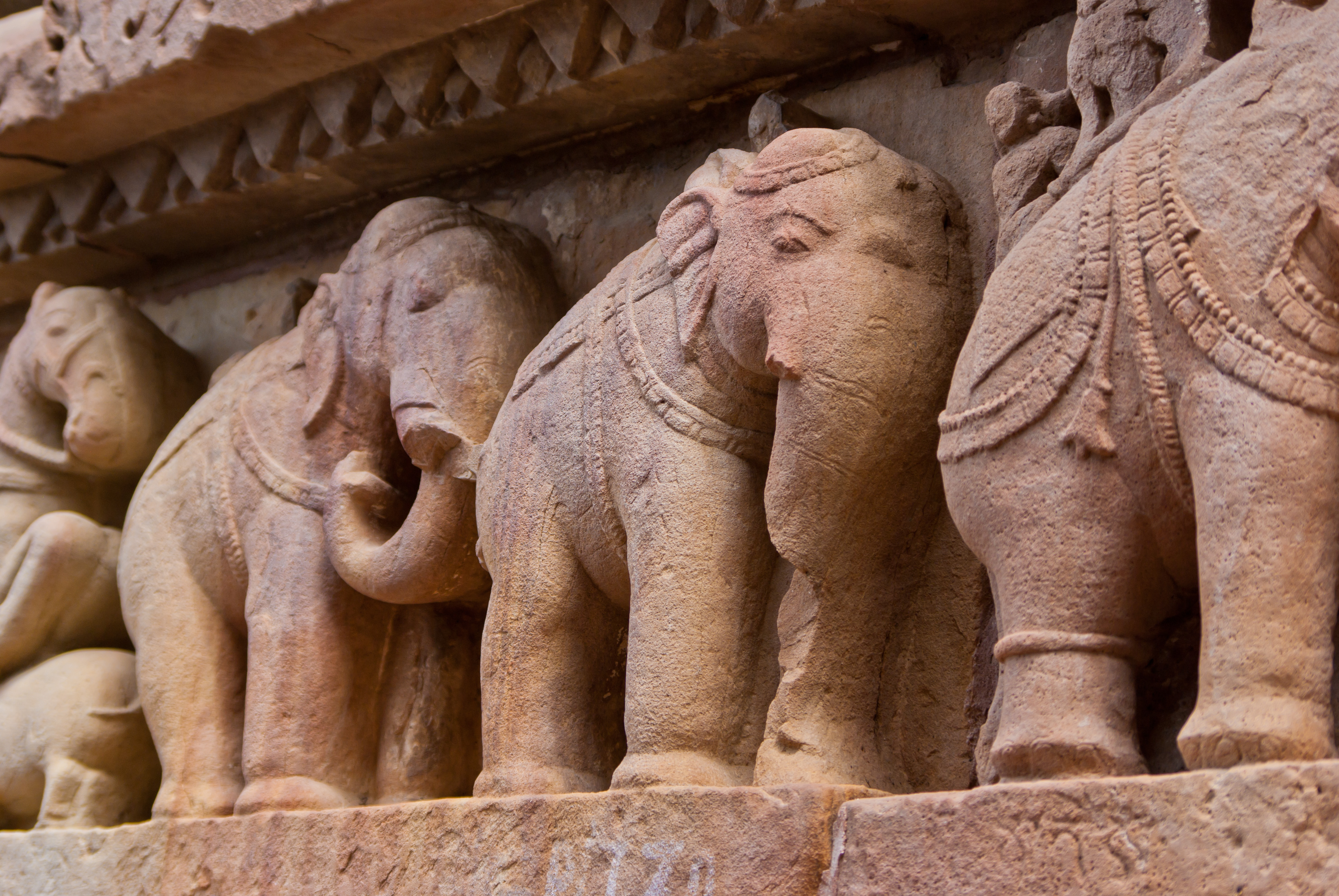